# Bernareggio
Bernareggio is een gemeente in de Italiaanse provincie Monza e Brianza (regio Lombardije) en telt 8997 inwoners (31-12-2004). De oppervlakte bedraagt 5,9 km², de bevolkingsdichtheid is 1658 inwoners per km².

## Demografie
Bernareggio telt ongeveer 3626 huishoudens. Het aantal inwoners steeg in de periode 1991-2001 met 20,3% volgens cijfers uit de tienjaarlijkse volkstellingen van ISTAT.
| Jaar | Inwoneraantal |
| ---- | ------------- |
| 1991 | 6898          |
| 2001 | 8298          |

## Geografie
Bernareggio grenst aan de volgende gemeenten: Ronco Briantino, Verderio Inferiore (LC), Carnate, Aicurzio, Sulbiate, Vimercate.

## Geboren
- Cesare Brambilla (1885-1954), wielrenner